# Haplochromis omnicaeruleus
Haplochromis omnicaeruleus är en fiskart som först beskrevs av Ole Seehausen och Bouton, 1998.  Haplochromis omnicaeruleus ingår i släktet Haplochromis och familjen Cichlidae. IUCN kategoriserar arten globalt som livskraftig. Inga underarter finns listade i Catalogue of Life.